# 1980 no cinema

## Eventos
- 21 de maio — Lançado Star Wars: Episódio V — O Império Contra-Ataca.
- François Truffaut filma Le dernier métro.
- Stanley Kubrick filma The Shining.
- O cineasta brasileiro Glauber Rocha lança seu último filme A Idade da Terra, filme inovador que até hoje permanece obscuro. Uma experiência de expansão dos limites da arte cinematográfica. Nas palavras do próprio cineasta, um filme religioso, áudio-visual, para se ver e ouvir. Tentativa de reconstituição da história do mundo sob uma perspectiva terceiro-mundista. Perde o festival de Veneza e é execrado pela crítica.
- 21 de setembro - O filme Cerromaior, do português Luís Filipe Rocha, é galardoado com o Grande Prêmio da IX edição do Festival Internacional de Cinema da Figueira da Foz. À película Manhã Submersa, de Lauro António, é atribuído o Prêmio Internacional do CIDALC (Comité International pour la Diffusion des Arts et des Lettres par le Cinéma).

## Principais filmes produzidos
- Airplane!, de Jim Abrahams, David Zucker e Jerry Zucker
- Altered states, de Ken Russell, com William Hurt e Drew Barrymore
- American Gigolo, de Paul Schrader, com Richard Gere e Lauren Hutton
- Atlantic City, de Louis Malle, com Susan Sarandon, Burt Lancaster e Michel Piccoli
- The Big Red One, de Samuel Fuller, com Lee Marvin e Mark Hamill
- The Blue Lagoon, de Randal Kleiser, com Brooke Shields
- La Boum, de Claude Pinoteau, com Claude Brasseur e Sophie Marceau
- Brubaker, de Stuart Rosenberg, com Robert Redford
- A Culpa, de António Vitorino de Almeida, com Sinde Filipe, Mário Viegas e Estrela Novais
- Cruising, de William Friedkin, com Al Pacino
- Le dernier métro, de François Truffaut, com Gérard Depardieu e Catherine Deneuve
- Le Dévoyeur, de Burd Tranbaree, com Elisabeth Bure, Séréna e Richard Allan
- Dressed to Kill, de Brian De Palma, com Michael Caine e Angie Dickinson
- The Elephant Man, de David Lynch, com John Hurt, Anthony Hopkins e John Gielgud
- Flash Gordon, de Mike Hodges, com Max von Sydow, Timothy Dalton e Ornella Muti
- Friday the 13th, de Sean S. Cunningham
- Gloria, de John Cassavetes, com Gena Rowlands
- A Idade da Terra, de Glauber Rocha, com Maurício do Valle, Jece Valadão e Tarcísio Meira
- Je vous aime, de Claude Berri, com Catherine Deneuve, Jean-Louis Trintignant e Gérard Depardieu
- Kagemusha, de Akira Kurosawa, com Tatsuya Nakadai
- The long riders, de Walter Hill, com David Carradine e Keith Carradine
- Manhã submersa, de Lauro António, com Jacinto Ramos e Eunice Muñoz
- Mon oncle d'Amérique, de Alain Resnais, com Gérard Depardieu e Nicole Garcia
- La Mort en direct, de Bertrand Tavernier, com Romy Schneider, Harvey Keitel e Harry Dean Stanton
- Neskolko dney iz zhizni I.I. Oblomova, de Nikita Mikhalkov
- O megalexandros, de Theo Angelopoulos
- Pepi, Luci, Bom y otras chicas del montón, de Pedro Almodóvar, com Carmen Maura
- Raging Bull, de Martin Scorsese, com Robert De Niro e Joe Pesci
- A Santa Aliança, de Eduardo Geada, com Io Apolloni, Lia Gama e Henrique Viana
- The Shining, de Stanley Kubrick, com Jack Nicholson e Shelley Duvall
- Star Wars: Episode V - The Empire Strikes Back, de Irvin Kershner, com Mark Hamill, Harrison Ford e Carrie Fisher
- Superman II, de Richard Lester, com Christopher Reeve, Gene Hackman e Margot Kidder
- La terrazza, de Ettore Scola, com Vittorio Gassman, Ugo Tognazzi, Jean-Louis Trintignant e Marcello Mastroianni

## Nascimentos
| Data            | Nome                | Profissão                                      | Nacionalidade         | Observações | Ref |
| --------------- | ------------------- | ---------------------------------------------- | --------------------- | ----------- | --- |
| 10 de janeiro   | Sarah Shahi         | atriz e modelo                                 | Estados Unidos        |             |     |
| 13 de janeiro   | Thiago Luciano      | ator, diretor de teatro, cineasta e roteirista | Brasil                |             |     |
| 12 de Fevereiro | Christina Ricci     | atriz                                          | Estados Unidos        |             |     |
| 25 de fevereiro | Fernanda de Freitas | atriz                                          | Brasil                |             |     |
| 2 de Março      | Rebel Wilson        | atriz                                          | Austrália             |             |     |
| 4 de Março      | Jung Da Bin         | atriz                                          | Coreia do Sul         | m. 2007     |     |
| 21 de Abril     | Sidney Sampaio      | ator                                           | Brasil                |             |     |
| 13 de Março     | Molly Stanton       | atriz                                          | Estados Unidos        |             |     |
| 17 de Janeiro   | Zooey Deschanel     | atriz, musicista e compositora                 | Estados Unidos        |             |     |
| 14 de Março     | Mercedes McNab      | atriz                                          | Canadá                |             |     |
| 22 de abril     | Elaine Mickely      | atriz e modelo                                 | Brasil                |             |     |
| 26 de Abril     | Jordana Brewster    | atriz                                          | Estados Unidos        |             |     |
| 26 de Abril     | Channing Tatum      | ator dançarino e modelo                        | Estados Unidos        |             |     |
| 9 de maio       | Marcos Veras        | ator                                           | Brasil                |             |     |
| 14 de Maio      | Sergio Guizé        | ator                                           | Brasil                |             |     |
| 20 de Maio      | Cauã Reymond        | ator                                           | Brasil                |             |     |
| 22 de Maio      | Nazanin Boniadi     | atriz                                          | Irão / Inglaterra     |             |     |
| 29 de agosto    | William Levy        | ator diretor produtor e modelo                 | Cuba / Estados Unidos |             |     |
| 2 de Junho      | Caio Blat           | ator                                           | Brasil                |             |     |
| 20 de Junho     | Dado Dolabella      | ator e cantor                                  | Brasil                |             |     |
| 12 de Março     | Juliana Silveira    | atriz e cantora                                | Brasil                |             |     |
| 26 de Junho     | Jason Schwartzman   | ator                                           | Estados Unidos        |             |     |
| 9 de Julho      | Megan Parlen        | atriz                                          | Estados Unidos        |             |     |
| 18 de Julho     | Kristen Bell        | atriz                                          | Estados Unidos        |             |     |
| 17 de Agosto    | Shannon Lucio       | atriz                                          | Estados Unidos        |             |     |
| 26 de Agosto    | Macaulay Culkin     | ator                                           | Estados Unidos        |             |     |
| 26 de Agosto    | Chris Pine          | ator                                           | Estados Unidos        |             |     |
| 9 de Setembro   | Michelle Williams   | atriz                                          | Estados Unidos        |             |     |
| 29 de Setembro  | Zachary Levi        | ator                                           | Estados Unidos        |             |     |
| 14 de Outubro   | Ben Whishaw         | ator                                           | Inglaterra            |             |     |
| 10 de Novembro  | Vidyut Jammwal      | ator                                           | Índia                 |             |     |
| 12 de Novembro  | Ryan Gosling        | ator                                           | Canadá                |             |     |
| 27 de Novembro  | Hermila Guedes      | atriz                                          | Brasil                |             |     |
| 19 de Dezembro  | Jake Gyllenhaal     | ator                                           | Estados Unidos        |             |     |
| 23 de dezembro  | Pedro Teixeira      | ator                                           | Portugal              |             |     |
| 30 de Dezembro  | Eliza Dushku        | atriz                                          | Estados Unidos        |             |     |
| 31 de dezembro  | Rosanne Mulholland  | atriz                                          | Brasil                |             |     |

## Mortes
| Data           | Nome              | Profissão                              | Nacionalidade  | Observações | Ref |
| -------------- | ----------------- | -------------------------------------- | -------------- | ----------- | --- |
| 29 de Abril    | Alfred Hitchcock  | cineasta                               | Inglaterra     | n. 1899     |     |
| 25 de Abril    | Mario Bava        | diretor                                | Itália         | n. 1914     |     |
| 8 de Maio      | Perdigão Queiroga | cineasta                               | Portugal       | n. 1916     |     |
| 24 de Julho    | Peter Sellers     | ator                                   | Inglaterra     | n. 1925     |     |
| 9 de Agosto    | Elliott Nugent    | cineasta, ator, roteirista, dramaturgo | Estados Unidos | n. 1899     |     |
| 7 de Novembro  | Steve McQueen     | ator                                   | Estados Unidos | n. 1930     |     |
| 9 de Dezembro  | James Neilson     | diretor                                | Estados Unidos | n. 1918     |     |
| 31 de Dezembro | Raoul Walsh       | cineasta                               | Estados Unidos | n. 1887     |     |